# Dibujo de san Juan Evangelista (El Greco)
Este Dibujo de san Juan Evangelista es uno de los pocos dibujos realizados por el Greco cuya atribución a este artista es indiscutible, y que han llegado hasta la actualidad. Los dibujos conservados del maestro cretense, no están numerados en el catálogo razonado de sus obras, realizado por Harold Wethey.

## Introducción
En los inventarios realizados por Jorge Manuel Theotocópuli después de la muerte de su padre, constan ciento cincuenta dibujos en el primer inventario, y doscientos en el segundo. Solamente han llegado hasta la actualidad siete dibujos que se puedan atribuir con verosimilitud al Greco. Se supone que la gran mayoría se deterioró, debido a la fragilidad del material.

## Análisis de la obra
- Localización: Madrid, Biblioteca Nacional de España;
- Técnica: lápiz sobre papel tratado con yeso blanco y negro;
- Dimensiones: 255 x 155 mm;
- La nota de un coleccionista, en la parte inferior izquierda, manifiesta: "De la mano de Dominico Greco".

Este dibujo es un estudio para el San Juan Evangelista, del Retablo mayor de Santo Domingo el Antiguo. Cabe suponer que formaba parte de un conjunto mayor de croquis, que el Greco presentó a los responsables del monasterio para la aprobación del conjunto del Retablo Mayor. Gudiol comenta el vigor y la excelente impresión que produce este dibujo, aunque su estado de conservación sea deficiente. Cossío lo considera sin duda auténtico, y una obra de primera categoría.